# Letališče Ohrid Sveti Pavel Apostol
Letališče »Sveti Apostol Pavel« Ohrid (IATA: OHD, ICAO: LWOH) (makedonsko Аеродром „Свети Апостол Павле“ Охрид, Aerodrom »Sveti Apostol Pavle« Ohrid), tudi samo Letališče Ohrid (Аеродром Охрид, Aerodrom Ohrid) je letališče v Severni Makedoniji. Letališče leži 9 km od Ohrida in 145 km od Skopja, ob cesti Ohrid–Kičevo–Skopje. Nahaja se na nadmorski višini 705 m. Je drugo največje letališče v Makedoniji in pretežno oskrbuje mesto Ohrid, hkrati pa služi kot alternativno letališče za letališče v Skopju. Je zelo pomembno za razvoj turizma v jugozahodni Makedoniji. Letališka steza je dolga 2550 m in v tem trenutku letališče razpolaga z devetimi parkirnimi mesti za komercialne lete in petimi parkirnimi mesti za potrebe letal generalne aviacije. Letališka zgradba in druga letališka infrastruktura omogočata oskrbo 400.000 potnikov na leto.

## Zgodovina
Svojo razvojno pot od letališča s travnato pristajalno stezo namenjeno za opravljanje šolskih, športnih in komercialnih aktivnosti, do današnjega sodobnega in priznanega mednarodnega letališča vključenega v globalni aerotransportni sistem je prehodilo v 63 letih.
Obdobje nastajanja in uveljavitve ohridskega letališča se prične 5. julija 1953, ko je tedanja jugoslovanska letalska družba JAT izvedla prvi promotivni komercialni let. To obdobje je trajalo do začetka leta 1968, ko so se pričele aktivnosti za modernizacijo in rekonstrukcijo letališča. S promocijo nove letalske povezave namenjene turističnemu gospodarstvu na liniji Beograd–Skopje–Ohrid in ob povečanem obsegu prometa se je v drugi polovici šestdesetih let 20. stoletja pojavila potreba po modernizaciji in rekonstrukciji  letališča. Družba JAT, ki je posodabljala svojo letalsko floto, je letališče Ohrid vključila v svojo mrežo domačih letov.
Aktivnosti za izvedbo tega projekta so se pričele konec leta 1965. Zadnje letalske operacije na starem letališču so se odvijale v poletni sezoni leta 1967. Tako se je praktično zaključila prva stopnja v razvoju letališča.
V obdobju med leti 1968 in 1970 so se izvajala skladno z odobreno tehnično dokumentacijo dela na posodobitvi letališča. Najprej so bile izvedena prilagoditvena dela na terenu na obstoječi lokaciji, pozneje pa so bila izvedena gradbena dela na novi asfaltirani vzletno-pristajalni stezi in pripadajočih manevrskih površinah. Izgrajena je bila nova parkirna ploščad, letališka zgradba, kontrolni stolp, garaže, trafo postaja, parkirni prostori za potnike, varnostna ograja in drugi objekti. Stara letališka zgradba je bila obnovljena, razširjena in adaptirana za potrebe vodstva (administracije) letališča.
Po zaključku gradbenih del je površina letališča obsegala 640.850 m², pri čemer je bilo 29.350 m² pokritih površin (stavb). Same asfaltirane površine (pristajalno vzletna steza, letališka ploščad, servisne ceste, spojne ceste) so obsegale površino 155.000 m².
Gospodarske potrebe regije v tedanji jugoslovanski skupnosti, kot tudi turistični potenciali regije so opravičevali vložena sredstva, saj so razdalje do glavnih gospodarskih in turističnih centrov opravičevale in zahtevale zračni transport. Vsekakor, turistične možnosti področja, ki ga je pokrivalo letališče Ohrid so bile glavni razlog obstoja in razvoja letališča.
Obdobje po modernizaciji in rast ohridskega letališča se prične z izvedbo prvega promocijskega, komercialnega leta beograjske čarterske družbe Aviogenex 8.junija 1970. To obdobje je trajalo do konca devetdesetih let.
Dejansko največja ekspanzija obsega potniškega prometa se prične v drugi polovici osemdesetih let ob hkratnem intenzivnem razvoju stacionarnega turizma v letnem času na ohridski rivieri in področju okoli Ohridskega jezera. Veliko število tujih turistov, predvsem iz Nizozemske, Nemčije in Združenega kraljestva, kot tudi domačih turistov predvsem iz Slovenije in Srbije, je potrjevalo dejstvo, da je ohridsko letališče nujen in največji pogoj za razvoj turizma v Makedoniji.
To potrjujejo tudi podatki o fizičnem obsegu potniškega prometa, saj je prek letališča v letu 1970 potovalo 11.674 potnikov in je bilo opravljenih 308 letalskih operacij, medtem, ko je leta 1990 prek letališča potovalo 67.811 potnikov in je bilo opravljenih 1298 letalskih operacij.
Število tako imenovanih »turističnih« letališč v svetu je vse bolj naraščalo, pa tudi več kot polovica letališč v tedanji Jugoslaviji je bila namenjena predvsem za potrebe turističnega gospodarstva. To so bila predvsem letališča v Dubrovniku, Splitu, Banja Luki, Tivtu, Reki, Pulju, Vrsarju, Ohridu. Poleg tega je ohridsko letališče oskrbovalo največjo turistično regijo v Makedoniji.
V obdobju med marcem in majem 1990 so bila izvedena rekonstrukcijska dela na vzletno pristajalni stezi letališča, kot tudi na drugih površinah potrebnih za odvijanje letalskega prometa.
V obdobju med leti 1990 in 1991, kot posledici stanja v tedanji državi, tako političnega kot gospodarskega, je prišlo do velikih sprememb v delovanju ohridskega letališča. To se je poznalo tudi na uspešnosti delovanja letališča. Dejansko se je v tem času končalo drugo obdobje v razvoju letališča. Ne glede na veliko število novoustanovljenih letalskih družb v Republiki Makedoniji, ne glede na njihovo raznoliko floto in ob postavitvi številnih letalskih povezav Makedonije s svetom ni prišlo do obnovitve letalskih dejavnosti v nekdanjem obsegu, saj v tem času letališče ni imelo atraktivnih mednarodnih povezav kot v prejšnjem deseletju. Tako je leta 1994 prek Letališča Ohrid potovalo najmanjše število potnikov po modernizaciji leta 1970, zgolj 18.681.
V obdobju med leti 1994 in 1995 je bila izvedena celotna rekonstrukcija in razširitev letališke zgradbe, s čimer je letališče pridobilo ustrezne pogoje in možnosti za opravljanje učinkovitega obravnavanja potnikov in njihove prtljage
Jeseni 1996 je bila razširjena letališka ploščad z modernizacijo razsvetljave, kar je povečalo kapacitete za sprejem in odpremo letal, hkrati pa povečalo učinkovitost in  varnost obdelave letal.
Med letom 1999 so bile pridobljene nove skladiščne površine, kar je dalo dodatne možnosti za razvoj letališča na področju manipulacije s tovorom.
V obdobju marec–julij 2004 je bila opravljena rekonstrukcija vzletno pristajalne steze letališča, za kar je bilo uporabljeno posojilo Evropske banke za obnovo in razvoj.
Leta 2008 je makedonska vlada podpisala pogodbo s turško družbo Tepe Akfen Ventures (TAV) za dvajsetletno koncesijo, s katero družba pridobi pravico do upravljanja in vodenja dveh makedonskih letališč (Skopje in Ohrid). Pogodba vključuje izgradnjo novega letališkega terminala v Skopju, podaljšanje vzletno pristajalne steze, novo zgradbo uprave letališča in nove manevrske povezave s parkirnimi mesti za dosego cilja štirih milijonov potnikov na leto. Letališče Skopje naj bi postalo glavno središče na Balkanu za potniški in tovorni promet. Po isti pogodbi naj bi ohridsko letališče pridobilo novo zgradbo za potniški terminal in moderniziran VIP sektor. Koncesijska pogodba vključuje tudi izgradnjo tretjega letališča v Makedoniji namenjenega predvsem tovornemu prometu v vzhodni Makedoniji, v okolici mesta Štip, ki bi lahko pozneje postalo osrednje letališče v Makedoniji. Skupni predvideni stroški vlaganja turške družbe TAV naj bi znašali 200 mio € in 30 do 40 mio € koncesijskih dajatev v dvajsetletnem obdobju. Družba TAV je eden najhitreje rastočih upravljavcev letališč na svetu. Upravlja poleg turških letališč v Istanbulu, Ankari, Izmirju in Antalyi, še letališči v Tbilisiju (Gruzija) in v Monastirju (Tunizija).
Trend hitrega upadanja fizičnega obsega prometa in tovora na letališču pa se lahko pripiše tudi nekaterim objektivnim pogojem, kot so:
- Politična in vojaška kriza v Makedoniji leta 2001
- Globalne spremembe v letalskem prometu, kot posledici dogodkov 11. septembra 2001 v ZDA,
- Otvoritev letališča v Prištini tudi za potrebe civilnega prometa,
- Neurejeni odnosi med domačimi letalskimi prevozniki in ustreznimi državnimi organi pristojnimi za razvoj civilnega letalstva v Makedoniji-
- Pomanjkanje dolgoročne strategije za razvoj letalskega prometa v republiki Makedoniji,
- Pomanjkanje ustrezne strategije za razvoj turizma v Makedoniji in nesodelovanje države pri organiziranih promocijskih aktivnosti na mednarodnih turističnih trgih,
- Relativno nizek nivo tehnične in tehnološke opremljenosti prometnih kapacitet za potrebe letaliških uslug letališča Ohrid.

## Letališki objekti
Letališče lahko sprejema od majhnih do srednje velikih letal. Razpolaga s parkirnimi prostori za devet letal namenjenih komercialnim potniškim letom in pet parkirnih mest za letala generalne aviacije. Terminal je opremljen za sprejem in odpravo do 400.000 potnikov na leto.

## Destinacije

### Redne
| Prevozniki               |                                                      |
| ------------------------ | ---------------------------------------------------- |
| Air Serbia               | Letališče Beograd                                    |
| Arkia Israel Airlines    | sezonsko Letališče Ben Gurion Tel Aviv [od 9.6.2016] |
| Helvetic Airways         | Letališče Zürich                                     |
| TUI Airlines Netherlands | sezonsko Letališče Amsterdam                         |
| Wizz Air                 | Letališče London Luton, Letališče Basel              |

### Čarter
| Prevozniki              | Destinacije                  |
| ----------------------- | ---------------------------- |
| Adria Airways           | sezonsko Letališče Ljubljana |
| Corendon Dutch airlines | sezonsko Letališče Amsterdam |
| Heli Air                | sezonsko Letališče Sofija    |

## Statistika
Število potnikov po posameznih letih je prikazano v naslednji razpredelnici:
| Leto               | Potniki | Sprememba |
| ------------------ | ------- | --------- |
| 1990               | 67,811  |           |
| 1991               | 60,440  | 10,9%     |
| 1992               | 34,344  | 43,2%     |
| 1993               | 48,022  | 39,8%     |
| 1994               | 18,681  | 61,1%     |
| 1995               | 39,270  | 110,2%    |
| 1996               | 104,229 | 165,4%    |
| 1997               | 42,544  | 59,2%     |
| 1998               | 55,417  | 30,3%     |
| 1999               | 74,497  | 34,4%     |
| 2000               | 65,941  | 11,5%     |
| 2001               | 53,954  | 18,2%     |
| 2002               | 60,209  | 11,6%     |
| 2003               | 51,082  | 15,5%     |
| 2004               | 32,309  | 36,8%     |
| 2005               | 53,901  | 66,8%     |
| 2006               | 50,336  | 6,6%      |
| 2007               | 45,515  | 9,6%      |
| 2008               | 44,413  | 2,4%      |
| 2009               | 33,873  | 23,7%     |
| 2010               | 14,095  | 58,4%     |
| 2011               | 78,246  | 455,1%    |
| 2012               | 84,736  | 8,3%      |
| 2013               | 83,060  | 2,0%      |
| 2014               | 69,984  | 15,7%     |
| 2015               | 107,916 | 54,2%     |
| 2016 (01.01-31.05) | 33,227  | 228,7%    |

## Storitve  letališča
Na letališču delujejo poleg letališkega terminala z VIP salonom še katering služba za opremo letal,  carinska in policijska kontrola, letališko varovanje, policijsko varovanje, prodajalna s spominki, menjalnica, restavracija, parkirišča, skladišča za hrambo tovora. Letališče lahko sprejme, odpremi okoli 300 potnikov na uro.

## Zemeljski transport
Obstaja avtobusna povezava med letališčem s pristaniščem v središču Ohrida. Povezava je prilagojena voznemu redu letalskega prevoznika Wizz Air.

## Nesreče in incidenti
20.novembra 1993 se je zrušilo letalo makedonske družbe Avioimpex na letu 110 tipa Jak 42D v neposredni bližini letališča. Letalo je letelo na letu iz Ženeve (Švica) za Skopje, a je bilo preusmerjeno na letališče Ohrid zaradi slabih vremenskih pogojev na letališču Skopje. Med pristankom se je letalo zaletelo v planino Trojani v bližini Ohrida. Vseh osem članov posadke in 115 od 116 potnikov je umrlo v nesreči, edini preživeli potnik pa je umrl enajst dni pozneje v ohridski bolnišnici.

## Sprememba imena
S sklepom vlade Republike Makedonije je bilo leta 2007 ime letališča spremenjeno iz Letališče Ohrid v Letališče Ohrid »Sveti Pavel Apostol«.